# دایره کولوکانیا
دایره کولوکانیا (به لاتین: Kolokani Cercle) یک منطقهٔ مسکونی در مالی است که در استان کولیکورو واقع شده‌است. دایره کولوکانیا ۱۲٬۰۰۰ کیلومتر مربع مساحت و ۲۳۳٬۹۱۹ نفر جمعیت دارد.